# Primer Frente Bielorruso

Estandarte de la 150.º División de fusileros responsable de la toma del Reichstag. Fue la primera bandera en ser izada sobre las ruinas de la cancillería del Reich

El Primer Frente Bielorruso (en ruso: Первый Белорусский фронт, romanizado: Pervy Bielorusski front) fue un Frente (Grupo de Ejércitos) del Ejército Rojo que estuvo operativa durante la Segunda Guerra Mundial, en combate contra la Wehrmacht alemana. Este frente era el equivalente soviético a un grupo de ejércitos en Europa Occidental y alcanzó la distinción de encabezar el ataque final soviético durante la Batalla de Berlín, que culminó en la ocupación de la capital del Tercer Reich, el suicidio de Adolf Hitler y final de la guerra.

## Historial de combate
Este frente se derivó del antiguo Frente Central que la Stavka soviética había considerado dentro de su esquema defensivo ante la invasión alemana de junio de 1941.
Después que las victorias soviéticas en Stalingrado y Kursk otorgaron la iniciativa ofensiva al Ejército Rojo, la Stavka determinó el 20 de octubre de 1943 que el Frente Central fuese reforzado y denominado Primer Frente Bielorruso en tanto el teatro de operaciones se desplazaba hacia el oeste, alcanzando Bielorrusia. Su primer jefe fue el general que ya lideraba el Frente Central, Konstantín Rokossovski.
El Primer Frente Bielorruso fue la principal fuerza que participó en la Operación Bagration, destacando en la destrucción de las fuerzas alemanas de Babruysk y del resto de Bielorrusia, penetrando decisivamente en las defensas de la Wehrmacht hasta alcanzar la ciudad polaca de Lublin. Fue esta ofensiva, la que generó las mayores ganancias de territorio para el Ejército Rojo en toda la guerra.
En vísperas de la Ofensiva del Vístula-Óder, las fuerzas soviéticas se encontraban compuestas de dos grandes unidades: el 1.º Frente Bielorruso al mando del mariscal Gueorgui Zhúkov y el 1.º Frente Ucraniano al mando del mariscal Iván Kónev. A estos dos ejércitos les estaba previsiblemente reservada la toma de Berlín y, en consecuencia, en octubre de 1944 Iósif Stalin había sustituido a Konstantín Rokossovski del mando del 1.º Frente Bielorruso para destinarlo al 2.º Frente Ucraniano, al que se había encargado la conquista de Prusia Oriental: Rokossovski era de origen polaco y Stalin no quería que nadie relacionado con esa nacionalidad pudiera reivindicar la simbólica conquista de Berlín.
En 1945, bajo órdenes de Zhúkov, el Primer Frente Bielorruso participó también decisivamente en la ofensiva del Vístula-Óder (12 de enero - 2 de febrero de 1945) convirtiéndose en una de las más exitosas ofensivas soviéticas contra la Wehrmacht en el frente Oriental. En menos de un mes los soldados soviéticos cruzaron la llanura polaca desde el río Vístula hasta alcanzar la Línea Oder-Neisse, situándose a menos de 60 km de Berlín. Los alemanes sufrieron graves bajas tanto en hombres como en material, mientras que el avance soviético dejó aisladas a muchas de sus unidades en Breslau, Poznan, Pomerania y Prusia Oriental.
Posteriormente el 1.º Frente Bielorruso participó en las ofensivas soviéticas contra Berlín, siendo la fuerza encargada de liderar el asalto final soviético sobre la capital del Tercer Reich.
Tras la guerra, las divisiones del Primer Frente Bielorruso que no fueron desmovilizadas permanecieron en Alemania y dentro del marco del Pacto de Varsovia integraron el Grupo de Fuerzas Soviéticas en Alemania estacionado en territorio de la antigua RDA.

## Mando

### Comandantes
- General de ejército, desde junio de 1944 Mariscal de la Unión Soviética Konstantín Rokossovski (octubre de 1943 - noviembre de 1944)
- Mariscal de la Unión Soviética Gueorgui Zhúkov (noviembre de 1944 - hasta el final de la guerra)

### Miembros del Consejo Militar
- Teniente general Konstantín Telegin (octubre de 1943 - mayo de 1944; noviembre de 1944 - junio de 1945);[5]
- Coronel general, desde noviembre de 1944 General de Ejército Nikolái Bulganin (mayo - noviembre de 1944)

### Jefe de Estado Mayor
- Coronel general Mijaíl Malinin (octubre 1943 - hasta el final de la guerra).[6]

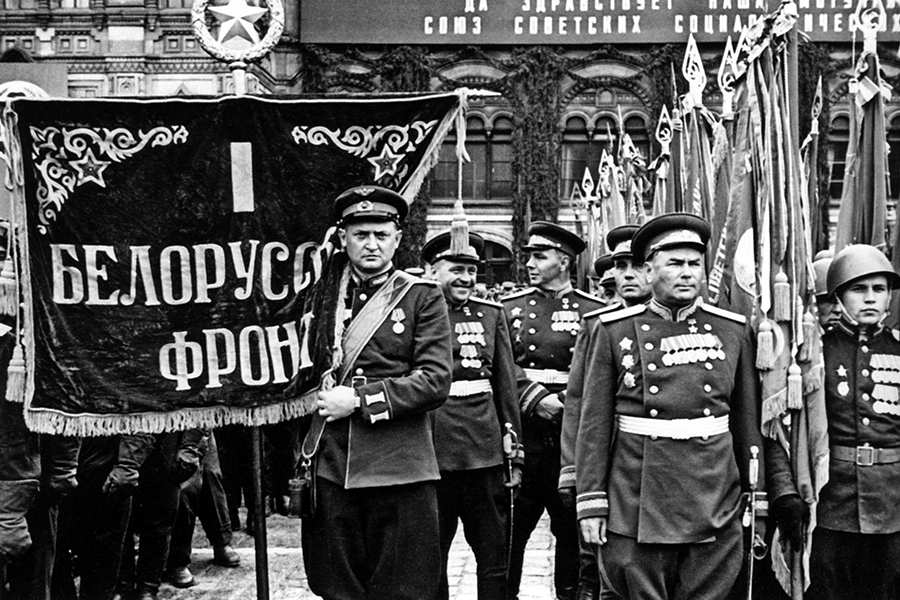
Unidades del 1.º Frente Bielorruso durante el desfile de la victoria de Moscú de 1945

## Composición
A 23 de junio de 1944, durante la Operación Bagration, el Primer Frente Bielorruso se encontraba bajo el mando del general de ejército Konstantín Rokossovski e incluía las siguientes unidades:
- 3.er Ejército (13 divisiones de fusileros, 1 cuerpo de tanques, 3 regimientos de tanques, 8 regimientos de cazacarros SU), comandante coronel general Aleksandr Gorbatov;[7]
- 28.º Ejército (9 divisiones de fusileros, 3 regiones fortificadas,[8] 1 regimiento de tanques, 4 regimientos de cazacarros SU), comandante teniente general Aleksandr Luchinski;[9]
- 48.º Ejército (9 divisiones de fusileros, 1 región fortificada,[8] 2 regimiento de tanques, 3 regimientos de cazacarros SU), comandante teniente general Prokofi Romanenko.[10]
- 65.º Ejército (8 divisiones de fusileros, 1 cuerpo de tanques de la Guardia, 1 regimiento de tanques, 4 regimientos de cazacarros SU), comandante teniente general Pável Bátov.[11]
- Grupo de caballería mecanizada o KMG (1 cuerpo de caballería de la Guardia, 1 cuerpo mecanizado de la Guardia), comandante teniente general Issá Plíyev.
- 61.º Ejército, comandante teniente general Pável Belov;
- 8.º Ejército de la Guardia, comandante coronel general Vasili Chuikov.
- 70.º Ejército, comandante teniente general Vasili Popov.[12]
- 2.º Ejército de Tanques de Guardias (2 cuerpos de tanques, 1 cuerpo de tanques de la Guardia), comandante coronel general Alexéi Radzievsky.[13]
- 47.º Ejército, comandante teniente general Nikolái Gúsev.[14]
- 69.º Ejército, comandante teniente general Vladímir Kolpakchi.[15]Un grupo de vehículos militares destruidos del 9.º Ejército alemán en una carretera cerca de Bobruisk (Bielorrusia). La imagen se vincula a los logros del 16.º Ejército Aéreo soviético.

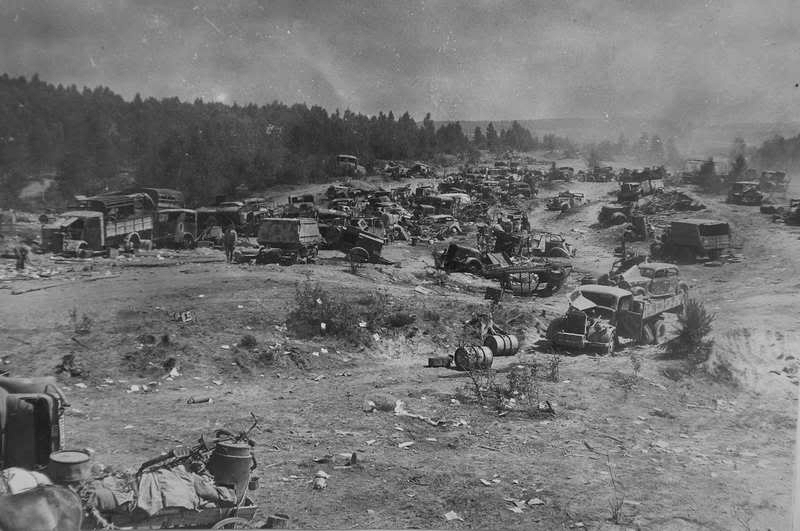
Un grupo de vehículos militares destruidos del 9.º Ejército alemán en una carretera cerca de Bobruisk (Bielorrusia). La imagen se vincula a los logros del 16.º Ejército Aéreo soviético.

- 16.º Ejército Aéreo (4 divisiones de bombarderos, 4 divisiones de asalto, 1 división de cazabombarderos, 9 divisiones de cazas), comandante coronel general Serhiy Rudenko

Posteriormente y en diferentes momento de su existencia también encuadró las siguientes unidades:
- 33.º Ejército, comandanteː Vyacheslav Tsvetayev, fue transferido al 1.º Frente Bielorruso durante la Ofensiva del Vístula-Óder.
- 1.er Ejército Polaco, comandante Teniente General Zygmunt Berling, fue transferido al 1.º Frente Bielorruso durante la batalla de Berlín en sustitución del 2.º Ejército Polaco que fue asignado al 1er Frente Ucraniano
- 2.do Ejército Polaco, comandante general Stanisław Popławski, fue transferido al 1.º Frente Bielorruso durante la Ofensiva del Vístula-Óder.
- 3.er Ejército de Choque, comandante coronel general Vasili Kuznetsov, fue transferido al 1.º Frente Bielorruso durante la batalla de Berlín.
- 5.º Ejército de Choque, comandante teniente general Nikolái Berzarin, fue transferido al 1.º Frente Bielorruso durante la Ofensiva del Vístula-Óder
- 1.er Ejército de Tanques de Guardias, comandante Mijaíl Katukov, fue transferido al 1.º Frente Bielorruso durante la Ofensiva del Vístula-Óder
- 18.º Ejército Aéreo